# Zbory Boże w Mozambiku
Zbory Boże w Mozambiku (ang. Mozambique Assemblies of God) – największy Kościół protestancki w Mozambiku. Ma charakter zielonoświątkowy i wchodzi w skład Światowej Wspólnoty Zborów Bożych. Zbory Boże liczą w Mozambiku ponad 1,5 miliona wiernych (ponad 6% ludności kraju). Członkostwo gwałtownie wzrosło od 1992 roku, kiedy układ pokojowy zakończył 10-letnią wojnę domową. Kościół mnoży się głównie poprzez ewangelizację i zakładanie zborów.